# 25 septembre dans les chemins de fer
25 août 25 octobre
Chronologies thématiques
- Croisades
- Sports
- Disney

Cette page concerne les événements qui se sont déroulés un 25 septembre dans les chemins de fer.

## Événements

### XIXesiècle
- 1869. France : constitution de la Compagnie des Dombes et des chemins de fer du Sud-Est[1].

### XXIesiècle
- 2001. Autriche : le congrès mondial ferroviaire organisé par l'AICCF (Association internationale du congrès des chemins de fer), l'UIC et la CEMT se tient à Vienne du 25 au 28 septembre 2001.